# Michael Hanfeld
Michael Hanfeld (* 1965 in Bonn) ist ein deutscher Journalist und Publizist.

## Leben
Hanfeld arbeitete neben seinem Studium der Geschichts-, Politik- und Rechtswissenschaften an der Universität Bonn als freier Journalist unter anderem für die Kölnische Rundschau. 1991 wechselte er zur FAZ-Tochter „Institut für Medienentwicklung und Kommunikation“. Ab 1998 leitete Hanfeld das Medienressort der FAZ, nachdem er zuvor drei Jahre lange Redakteur der Medienseite gewesen war. Seit Dezember 2013 ist er einer der Stellvertreter des Feuilleton-Chefs und für das Feuilleton Online zuständig. Hanfeld schreibt in der FAZ auch unter dem Autorenkürzel „miha“. Außerdem ist er als Herausgeber tätig und Mitglied des wissenschaftlichen Beirates des Humboldt-Forschungsinstitutes Eigentum und Urheberrecht in der Demokratie. Hanfeld ist verheiratet und hat zwei Kinder.

## Kontroversen

### Antisemitismusvorwurf 2015
Hanfelds Kritik an der angekündigten Milliardenspende des Facebook-Chefs Mark Zuckerberg wertete der Historiker Götz Aly als antisemitisch. Der Historiker und Redakteur bei Deutschlandradio Kultur Winfried Sträter warf Aly daraufhin vor, die Debattenkultur zu zerstören, da er  „… den Antisemitismusvorwurf an den Haaren herbeiziehen“ würde.

### Leistungsschutzrecht und Urheberrechtsreform
Hanfeld sprach sich in mehreren Artikeln der FAZ für das Leistungsschutzrecht für Presseverleger auf EU-Ebene aus. Der Blogger Stefan Niggemeier bezeichnete die in diesem Zusammenhang vorgebrachten Behauptungen und Argumente Hanfelds als „offensichtlich falsch“ und schlussfolgerte eine „Radikalität der Verlage beim Durchsetzen der eigenen Interessen“, die „keine Grenzen“ kenne.
Hanfeld setzte sich in seiner Berichterstattung zur Urheberrechtsreform der Europäischen Union in einer Reihe von Artikeln für die vorgeschlagene Reform ein, damit sichergestellt sei, „dass Kreative und Urheber einen Lohn für die Verwertung ihrer Werke bekommen“. Hanfeld vertritt damit die Ansicht des Bundesverbandes Deutscher Zeitungsverleger (BDZV), sowie über 240 europäischer Verbände, die Autoren, Komponisten, Schriftsteller, Journalisten und Fotografen vertreten. Seine Haltung wurde von zahlreichen Gegnern der Reform kritisiert.

## Preise und Auszeichnungen
1999 erhielt er den Bert-Donnepp-Preis für Medienpublizistik des Adolf-Grimme-Instituts. Anlässlich seines 50-jährigen Bestehens bemängelte er, dass vom Grimme-Institut in der Amtszeit von Frauke Gerlach kaum noch Impulse für die medienkritische Debatte ausgingen.